# Antoine Ghanem
Antoine Ghanem (arabisch أنطوان غانم, DMG Anṭwān Ġānim; * 10. August 1943 in Tohwita, Beirut; † 19. September 2007 in Sin-El-Fil, Beirut) war ein libanesischer Politiker, Abgeordneter der Nationalversammlung für die Kata’ib (Phalange) und Mitglied der Zukunftsbewegung. Ghanem wurde durch eine Autobombe getötet. Bei dem Attentat starben weitere sechs Menschen und 67 wurden verletzt.

## Beruflicher Werdegang
Ghanem besuchte das Collège Notre Dame in Furn al-Chebak und das Collège Sacré Cœur in Gemmayze, beide maronitische Privatschulen. Nach dem Studium der Rechtswissenschaften an der Université Saint-Joseph in Beirut und an der Universität Lyon lehrte er mehrere Jahre an der Université Libanaise als Professor für Recht.

## Politische Laufbahn
Im Jahr 1961 wurde Ghanem Mitglied der Phalangisten und später deren Vorsitzender im Distrikt Baabda. Bei den Wahlen im Jahr 2000 wurde er im Wahlbezirk Baabda-Aley auf der Wahlliste der PSP des Drusenführers Walid Dschumblat in die Nationalversammlung gewählt.
Als Mitglied der Kata’ib genoss er innerhalb des Blocks des demokratischen Treffens eine gewisse Autonomie. Innerhalb der Kata’ib unterstützte er Amin Gemayel in dessen Auseinandersetzung mit dem pro-syrischen Parteivorsitzenden Karim Pakradouni. Er wurde ein Fürsprecher der von Gemayel geführten Reformbewegung innerhalb der Partei.
Im September 2004 stimmte er gegen die Verlängerung der Amtszeit von Präsident Émile Lahoud. Nach dem Attentat auf den Fahrzeugkonvoi des ehemaligen Premierministers Rafiq al-Hariri war er ein aktiver Teilnehmer an der Zedernrevolution.
Bei den Parlamentswahlen 2005 wurde Ghanem erneut als Abgeordneter für den Wahlbezirk Baabda-Aley in die Nationalversammlung gewählt. Nach der Wiedervereinigung der Partei und der Versöhnung zwischen Amin Gemayel und Karim Pakradouni wurde er in den Parteivorstand gewählt.
Durch die Ermordung Ghanems wenige Tage vor dem vorgesehenen Beginn von Präsidentenwahlen im Libanon verringerte sich die Mehrheit der Regierungskoalition im Parlament auf zwei Abgeordnete.